# Луспекаев, Павел Борисович
Па́вел Бори́сович (Багдасарович) Луспека́ев (Луспекян) (20 апреля 1927, Луганск, Украинская ССР — 17 апреля 1970, Москва) — советский актёр театра и кино. Заслуженный артист РСФСР (1965), Лауреат Государственной премии России (1997, за художественный фильм «Белое солнце пустыни», посмертно). Участник Великой Отечественной войны.

## Биография

### Детство и юность
Родился 20 апреля 1927 года в городе Луганске Украинской ССР. Отец — Багдасар Хугасович Луспекян — был родом из донских армян (из села Большие Салы), работал мясником; мать Серафима Авраамовна Ковалева — донская казачка.
В 1941 году поступил в Луганское ремесленное училище, позднее вместе с ним эвакуировался во Фрунзе, работал слесарем на заводе.
В 1943 году 16-летним подростком ушёл добровольцем на фронт. Попал в один из партизанских отрядов, неоднократно участвовал в боевых операциях в составе партизанской разведгруппы («опергруппа 00134»). Во время одного из боёв был тяжело ранен в руку разрывной пулей, которая раздробила локтевой сустав. Был отправлен в Саратовский военный госпиталь, где срочно начали готовить к ампутации руки. Усилием воли выплыл из беспамятства и не позволил хирургу дотронуться до своей руки, пока тот не поклялся попробовать обойтись без ампутации. Руку удалось спасти. После выздоровления был определён на службу в штаб партизанского движения 3-го Украинского фронта. В 1944 году, демобилизовавшись из армии, переехал в Ворошиловград (ныне Луганск).

### Творческие годы
После войны устроился в труппу Ворошиловградского областного русского драматического театра.
В 1946 году поступил в Высшее театральное училище имени М. С. Щепкина (курс К. А. Зубова), где заметно выделялся среди сокурсников; по предмету «актёрское мастерство» педагоги неизменно ставили ему «отлично».
Во время учёбы познакомился со студенткой Иннесой Александровной Кирилловой, которая училась на два курса старше его. Вскоре они поженились, и у них родилась дочь Лариса.
После окончания Щепкинского училища в 1950 году Луспекаев с семьёй переехал в Тбилиси, где играл на сцене Тбилисского русского драматического театра имени Александра Грибоедова. В 1957 году Луспекаевы перебираются в Киев, где он играл на сцене Киевского русского драматического театра имени Леси Украинки, а через два года оседают в Ленинграде.
С 1959 года Луспекаев — актёр Большого драматического театра имени Максима Горького.
В 1962 году вскоре после окончания съёмок фильма «Капроновые сети» актёра положили в больницу. Во время войны в одном из разведывательных рейдов Павлу пришлось четыре часа неподвижно пролежать на снегу, и он сильно обморозил ноги. С тех пор кровообращение в ногах нарушилось, и уже в 26 лет у Луспекаева развился атеросклероз сосудов ног. Теперь же старая болезнь обострилась. Ему были сделаны две операции: сначала на носоглотке, а затем на ногах — ампутировали некоторые фаланги пальцев на ногах. 1 марта 1965 года официально вышел на пенсию по инвалидности.
В 1966 году в самый разгар съёмок в фильме «Республика ШКИД» у Луспекаева вновь обострилась болезнь. Актёра снова положили в больницу. Врачи настаивали на ампутации обеих ног до колен. Однако это поставило бы крест на Луспекаеве как на актёре. Лишь когда стало ясно, что выхода нет, а промедление грозит гибелью, Луспекаев согласился на опасный компромисс: на ампутацию пальцев ног. После этого его стала невыносимо мучить фантомная боль. По рекомендации врачей он стал принимать сильнодействующий болеутоляющий наркотик — пантопон. Когда доза дошла до шестнадцати ампул в день, Луспекаев твёрдо решил, что от этой зависимости надо избавиться. Чтобы как-то отвлечь себя, Луспекаев попросил жену принести ему мешок подсолнечных семечек. Однако это помогло незначительно. Неделю актёр находился в полубессознательном состоянии, отказывался от пищи. Большую помощь Луспекаеву оказала министр культуры Екатерина Фурцева. Когда до неё дошли слухи о страдающем от болей актёре-самородке, который несмотря на это снимается в кино, министр распорядилась раздобыть для Луспекаева нужные лекарства за границей, а также протезы из Франции. В своём дневнике актёр тщательно записывал часы, а потом дни, прожитые без наркотиков. Когда наконец Луспекаев ощутил, что освободился от наркотической зависимости, первое за что он взялся, — начал рисовать себе эскизы протезов.
Болезнь актёра прогрессировала, ему было сделано несколько операций. В 1967 году, на фоне обострившейся болезни, Луспекаев написал заявление об уходе из БДТ по состоянию здоровья.

### Последние годы жизни и смерть

Памятник Луспекаеву на Северном кладбище

В 1969 году во время съёмок фильма «Белое солнце пустыни» здоровье Павла Луспекаева ухудшилось. Его жена носила с собой маленький складной стул, так как актёр вынужден был отдыхать через каждые двадцать шагов.
Павел Луспекаев скончался 17 апреля 1970 года от разрыва аневризмы аорты в гостинице «Минск» в Москве, не дожив трёх дней до своего 43-летия.
Большой драматический театр Ленинграда отказался его хоронить, сославшись на то, что актёр у них не работает. Траурные хлопоты взял на себя «Ленфильм». Тело Луспекаева перевезли в Ленинград и похоронили на Северном кладбище. На его могиле петербургские таможенники, которые называют Луспекаева главнейшим таможенником России, поставили памятник с надписью: «С поклоном от таможенников Северо-Запада».

## Семья
Супруга — Инесса Александровна Кириллова (1923—1988). До выхода на пенсию работала в БДТ, затем вела драматический кружок в Ленинградском архитектурно-строительном техникуме. Умерла в 1988 году, похоронена рядом с мужем.
Дочь — Лариса. Окончила исторический факультет Ленинградского государственного университета. Работает в гостиничном бизнесе.

## Творческая деятельность
В 1944 году Луспекаев был зачислен в труппу Ворошиловградского областного русского драматического театра. В течение двух лет, пока там находился, сыграл несколько ролей, среди которых самыми заметными были Алёшка («На дне» М. Горького) и Людвиг («Под каштанами Праги» К. М. Симонова).
С 1950 по 1957 годы играл на сцене Тбилисского государственного русского драматического театра имени А. С. Грибоедова. Первый выход Луспекаева на сцену театра состоялся 3 ноября в роли Мартына Кандыбы в спектакле по пьесе А. Корнейчука «Калиновая роща». После этого роли последовали одна за другой. Уже тогда репертуар молодого актёра был значительный и необычайно разнообразный: Вожеватов («Бесприданница», А. Н. Островского, 1951), Борейко («Порт-Артур», А. Н. Степанова), Хлестаков («Ревизор», Н. В. Гоголя, 1952), Тригорин («Чайка», А. П. Чехова), Алексей («Оптимистическая трагедия», В. В. Вишневского, 1953), Шок («В сиреневом саду», Ц. С. Солодаря, 1955).
В 1954 году состоялся кинодебют Луспекаева. Он сыграл Бориса в фильме «Они спустились с гор» режиссёра Н. Санишвили. А в 1955 году он снялся в «Тайне двух океанов» режиссёра К. Пипинашвили. Однако, несмотря на то, что картина имела большой успех у зрителей, роль Карцева, колоритно исполненная Луспекаевым, так и осталась незамеченной.
С 1957 по 1959 годы по приглашению Л. В. Варпаховского П. Луспекаев работал в киевском Театре русской драмы имени Леси Украинки. Там он с успехом дебютировал в пьесе А. А. Крона «Второе дыхание» в роли Бакланова. Эта роль буквально поразила театральный Киев. Актёр был настолько органичен в ней, что и зрители, и критики оказались одинаково восхищены его игрой.

Павел Луспекаев в роли Ноздрёва в спектакле «Мёртвые души» (телеспектакль, 1969 год)

В 1959 году по совету К. Ю. Лаврова приехал в Ленинград и был принят Г. А. Товстоноговым в труппу Большого драматического театра. На сцене БДТ Павел Луспекаев дебютировал в роли Егора Черкуна в «Варварах» М. Горького. Своей игрой он завоевал самые горячие симпатии ленинградцев. Самыми заметными были роли Галлена («Не склонившие головы», 1961), Бонара («Четвёртый», 1961), Нагульнова («Поднятая целина», 1964). В 1965 году Луспекаев покинул БДТ из-за разногласий с руководством[каких?] и болезни ног.
В 1962 году Луспекаев получил роль шофёра Степана в фильме Геннадия Полоки и Левана Шенгелия «Капроновые сети». Эта роль помогла Луспекаеву раскрыть всю мощь своего таланта. Так как вскоре после окончания съёмок актёра положили в больницу, роль Луспекаева в «Капроновых сетях» озвучивал Леонид Галлис.
В 1966 году актёр снялся в фильме Г. И. Полоки «Республика ШКИД» в роли Косталмеда. Первоначально предполагалось снять две серии, причём Луспекаеву отводилась одна из главных ролей. Его герой должен был пережить массу различных историй, среди которых была и тайная любовь к преподавательнице Эланлюм, дружба со шкидовцем Савушкой. Однако болезнь помешала Луспекаеву завершить роль, она осталась буквально в нескольких кадрах.
Последняя роль Луспекаева в кино — Ивана Артамонова, человека, ищущего могилу погибшего на войне сына — состоялась в телефильме «Такая длинная, длинная дорога...»; выход фильма задержали из-за цензуры — в первой сцене фильма герой Луспекаева пьёт пиво в Ленинграде у Таврического сада и размышляет вслух. Сцену с намёком на матерный юмор вырезали, а выход фильма на телеэкраны задержали до 1972 года, уже после его смерти.
В конце 1969 года киностудия «Беларусьфильм» приступила к съёмкам художественного фильма «Вся королевская рать». На главную роль губернатора Вилли Старка был приглашён Луспекаев. Однако всю роль ему сыграть не довелось. Он скончался, когда было отснято около тридцати процентов фильма. В итоге они были пересняты с новым исполнителем — Г. Жжёновым.

### Театральные работы
Тбилисский государственный русский драматический театр имени А. С. Грибоедова
1950—1955 годы:
- 1950 — «Калиновая роща» А. Корнейчука — Мартын Кандыба
- 1951 — «Бесприданница» А. Н. Островского — Вожеватов
- 1952 — «Порт-Артур» А. Н. Степанова — Борейко
- 1952 — «Ревизор» Н. В. Гоголя — Хлестаков
- 1953 — «Чайка» А. П. Чехова — Тригорин
- 1953 — «Раки» С. В. Михалкова — аферист Ленский
- 1953 — «Оптимистическая трагедия» В. В. Вишневского — Алексей
- 1955 — «В сиреневом саду» Ц. С. Солодаря — Шок
- «Битва за жизнь» — Жорж

Большой драматический театр имени М. Горького
- 1959 — «Варвары» А. М. Горького; режиссёр Г. А. Товстоногов — Черкун
- 1959 — «Эзоп» Г. Фигейредо; режиссёр Г. Товстоногов — Агностос (ввод)
- 1959 — «Пять вечеров» А. М. Володина; режиссёр Г. Товстоногов — Тимофеев
- 1960 — «Иркутская история» А. Арбузова; режиссёр Г. Товстоногов — Виктор Бойцов
- 1960 — «Гибель эскадры» А. Е. Корнейчука; режиссёр Г. Товстоногов — Гайдай
- 1961 — «Четвёртый» К. М. Симонова; режиссёр Р. С. Агамирзян — Бонар
- 1961 — «Не склонившие головы» по сценарию Н. Дугласа и Г. Смита «Скованные одной цепью»; режиссёр Г. Товстоногов — Галлен
- 1964 — «Поднятая целина» по М. Шолохову; режиссёр Г. Товстоногов — Макар Нагульнов

### Работы на телевидении
- 1960 — «Эзоп» (телеспектакль); режиссёры: Георгий Товстоногов, Юрий Музыкант — Агностос, капитан стражи
- 1960 — «Третья патетическая» (телеспектакль); режиссёр Георгий Товстоногов — Фёдор Дятлов, чекист
- 1961 — «Гром на улице Платанов» (телеспектакль) — Френк Моррисон
- 1964 — «Человек из Стратфорда» (телеспектакль) — Шекспир
- 1965 — «Римские рассказы» по новеллам А. Моравиа (телеспектакль); режиссёр Л. И. Цуцульковский
- 1965 — «Нос» Н. В. Гоголя (телеспектакль); режиссёр А. Белинский
- 1967 — «Жизнь Матвея Кожемякина»" (телеспектакль); режиссёр А. Белинский — Матвей Кожемякин
- 1967 — «Зависть» (телеспектакль); режиссёр М. Сулимов — Андрей Петрович Бабичев
- 1969 — «Мёртвые души» Н. В. Гоголя (телеспектакль); режиссёр А. Белинский — Ноздрёв
- 1970 — «Кандидат партии» (телеспектакль) — Плотовщиков
- 1970 — «Двадцать седьмой неполный» (телеспектакль); режиссёр Г. Селянин — Голиков (Гайдар)
- 1967 — «В прекрасном и яростном мире» (телеспектакль) — главная роль

### Фильмография
- 1954 — Они спустились с гор — Борис
- 1956 — Тайна двух океанов — Карцев
- 1958 — Голубая стрела — начальник штаба
- 1958 — Это должен помнить каждый (короткометражный)[17]
- 1960 — Рождённые жить — Вазген Арамян
- 1961 — Балтийское небо — Кузнецов
- 1962 — Душа зовёт — Николай
- 1962 — Капроновые сети — шофёр Степан
- 1964 — Поезд милосердия — Лутохин
- 1965 — Залп «Авроры» — толстый офицер
- 1965 — На одной планете — матрос Николай Маркин
- 1965 — Иду на грозу — министр
- 1966 — Долгая счастливая жизнь — Павел
- 1966 — На диком бреге — Гладышев
- 1966 — Республика ШКИД — Косталмед
- 1966 — Три толстяка — генерал Карраско
- 1967 — Происшествие, которого никто не заметил — Тетерин
- 1969 — Белое солнце пустыни — Павел Артемьевич Верещагин
- 1969 — Её имя — Весна — учитель
- 1969 — Завтра, третьего апреля… — завхоз Ферапонтов
- 1969 — Рокировка в длинную сторону — Ребров
- 1970 — Зелёные цепочки — майор Иван Васильевич
- 1972 — Такая длинная, длинная дорога… — Иван Артамонов

#### Роль Верещагина

Павел Луспекаев в роли Верещагина в фильме «Белое солнце пустыни»

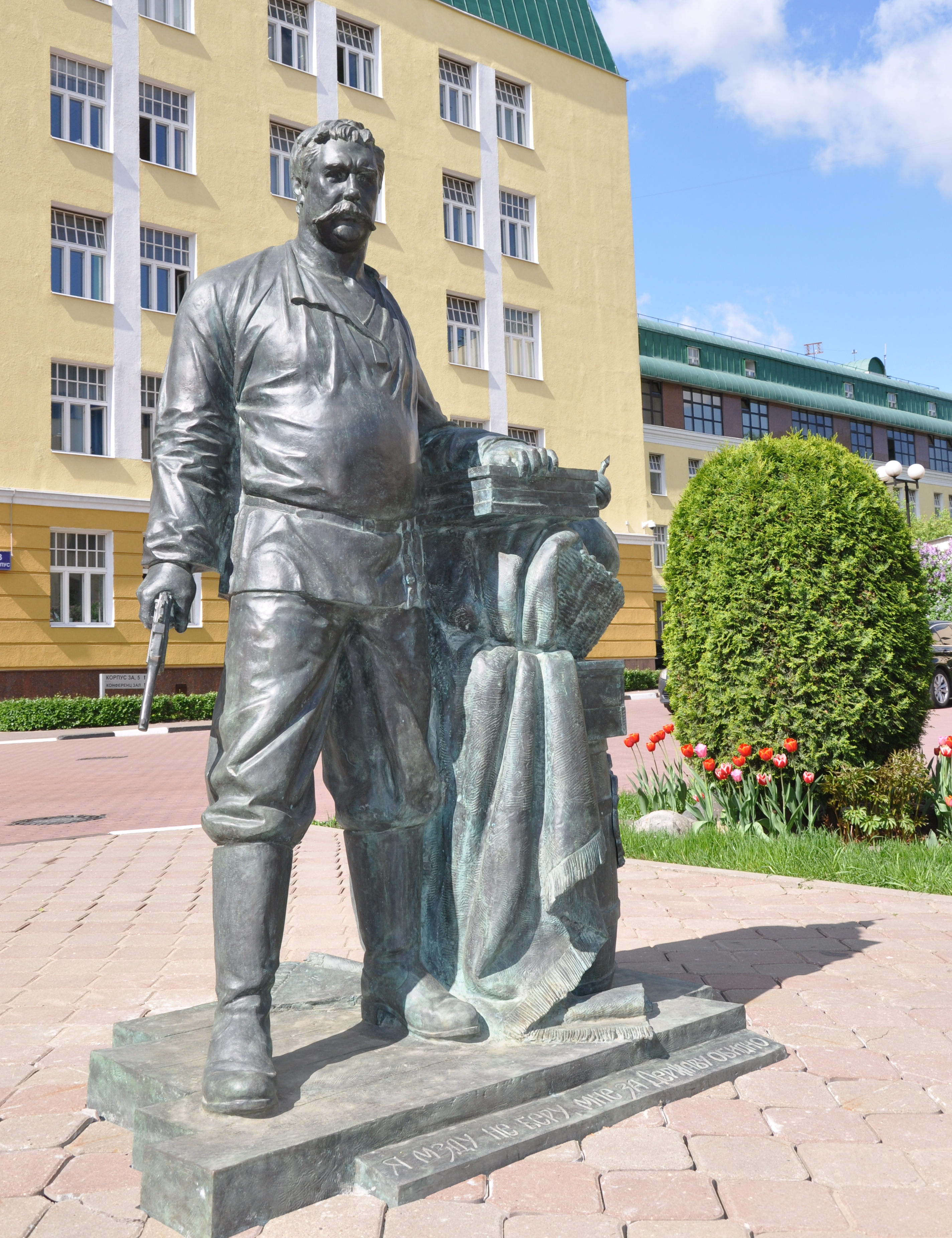
Памятник Павлу Верещагину

Главной работой Луспекаева за всю его творческую карьеру стала роль, предложенная ему режиссёром Владимиром Мотылём в июле 1968 года, — роль таможенника Павла Верещагина в «Белом солнце пустыни». Поначалу он отказался, но потом согласился при условии, что у него не будет дублёров. Также Луспекаев на корню отверг идею Мотыля с костылями для своего героя. Он показал режиссёру чертёж металлических упоров, которые, будучи вделаны в сапоги, позволят ему передвигаться без палки. Съёмки фильма начались в августе 1968 года. В оригинальном сценарии роль Верещагина была незначительной, однако во время съёмки она значительно расширилась за счёт сцен, полностью построенных на импровизации. Связь между актёром и его героем была настолько сильной, что съёмочная группа начала называть Верещагина Паша (Павел), хотя по сценарию персонажа звали Александр.
После выхода картины на Луспекаева обрушился триумф, его узнавали на улице, о нём, о его игре и актёрском таланте писали журналы и газеты. Так, например, мартовский номер «Советского экрана» за 1970 год писал:
Играет Верещагина… актёр редкой и сильной индивидуальности… Луспекаев сумел показать его трогательное простосердечие, наивность, незащищённость.
До этого Луспекаев как киноактёр был малоизвестен, а его работы в кино, за редким исключением, носили характер случайный, кратковременный и эпизодический. Режиссёры считали Луспекаева чисто театральным актёром, поэтому если и приглашали его на роль, то ограничивались либо ролями второго плана, либо эпизодами. Да и сам Луспекаев ролям в кино предпочитал роли в театре. После премьеры «Белого солнца пустыни» в марте 1970 года на Луспекаева обрушилась всесоюзная слава и предложения о съёмках в других картинах, однако воспользоваться ими он не смог, в апреле того же года актёр скончался во время съёмок в следующем фильме.

### Телеспектакли
- 1965 — Обещание счастья

## Награды
- Почётное звание «Заслуженный артист РСФСР» (23 апреля 1965 года) — за заслуги в области советского театрального искусства[18]
- Государственная премия Российской Федерации в области литературы и искусства 1997 года (6 июня 1998 года, посмертно) — за художественный фильм «Белое солнце пустыни»[19].

### Военные
- Медаль «За победу над Германией в Великой Отечественной войне 1941—1945 гг.»

## Память
- Петербургские таможенники в память о Верещагине взяли шефство над могилой актёра и приезжают туда в день своего профессионального праздника[7].
- С 1997 года на кинофестивале стран СНГ и Балтии «Киношок» вручается специальный приз «Госпожа Удача» имени Павла Луспекаева «За мужество и достоинство в профессии»[20].
- В 2000 году в порту Владивостока состоялась церемония поднятия флага на судне «Павел Верещагин». Таможенный патрульный корабль назван в честь персонажа фильма «Белое солнце пустыни». Участие в подъёме флага приняли создатели фильма и дочь актёра Павла Луспекаева, сыгравшего роль таможенника Верещагина.
- В 2001 году, по решению руководителей донецкой таможни, на границе Донецкой и Ростовской областей был установлен памятник Павлу Верещагину, изготовленный из дуба[21].
- В 2002 году во Владивостоке на воду был спущен таможенный корабль, названный в честь легендарного героя фильма — «Павел Верещагин», судно несёт службу у берегов Сахалина и Курил[22].
- В 2005 году режиссёром Ольгой Дроздовой был снят документальный фильм «Павел Луспекаев. Эта жестокая „госпожа удача“». Фильм рассказывает о трагической судьбе актёра, знакомит со страницами из его дневников[23].
- Летом 2008 года в Москве планировалось открыть памятник Павлу Верещагину, который стал бы одновременно и памятником Павлу Луспекаеву. Заказ на установление памятника поступил из таможенной службы РФ[24].
- В 2007 году у стен Курганской таможни установили памятник Павлу Верещагину, приурочив его открытие к 15-летию отделения[25].
- В 2011 году в Луганске установили памятник Павлу Верещагину, выполненный из кованой меди. Его автором стал скульптор Виктор Закалюкин[26].
- В 2012 году Луганскому академическому областному русскому драматическому театру присвоено имя Павла Луспекаева. В апреле 2012 года на здании театра установлена мемориальная доска Павлу Луспекаеву. В том же году театр учредил и провёл 1-й театральный фестиваль им. Павла Луспекаева «Госпожа удача».
- 28 февраля 2014 года в штаб-квартире Федеральной таможенной службы в Филях (Москва) состоялась торжественная церемония открытия памятника в честь таможенников России.
- В Сквере таможенников летом 2019 года в Южно-Сахалинске торжественно открыли памятник героям фильма «Белое солнце пустыни» — бывшему начальнику царской таможни Павлу Верещагину и красноармейцу Петрухе.
- В 2020 году имя присвоено скверу между домами 26 и 32 по Торжковской улице в Санкт-Петербурге[27].
- В 2020 году у доме № 32 по Торжковской улице по инициативе клуба краеведов и художников «Приморский ветер» был установлен закладной камень будущего памятника. В 2021 году на доме № 32 была открыта мемориальная доска[28].

## Факты
- После визита в Ленинград британский актёр театра и кино Лоренс Оливье так отзывался о Луспекаеве: «В России, в БДТ, есть один актёр — абсолютный гений! Только фамилию его произнести невозможно»[8].
- Песня про «девять граммов в сердце», которую напевал Верещагин, ставшая визитной карточкой картины «Белое солнце пустыни», записана с двух попыток под аккомпанемент двух разных гитаристов[7][29].
- Кровь на лице Верещагина в эпизоде на баркасе — настоящая. Актёр явился на съёмочную площадку с ножевой раной на лице, которую получил в потасовке с местными жителями в пивной поблизости[30].

## Книги
- Луспекаев П. Б. Госпожа удача. — М.: Зебра Е, 2012. — (Весь XX век). — 3000 экз. — ISBN 978-5-94663-071-9.

## Адреса в Санкт-Петербурге
- Торжковская улица, д. 32, кв. 36 (1961—1970)[28].